# 海南沙蛭
海南沙蛭（学名：Salifa hainana）为沙蛭科沙蛭属的动物。在中国大陆，分布于海南等地。该物种的模式产地在海南三亚。